# Žarković
Žarković je priimek več oseb:
- Božo Žarković, general
- Grujica Žarković, častnik, politik in vojaški zdravnik
- Vidoje Žarković, politik